# Glaciar Quartermain
El Glaciar Quartermain (67°1′S 65°9′O / -67.017, -65.150) es un conocido, glaciar de profundas grietas en la cara norte del Glaciar Fricker, del que se encuentra separado por el Monte Kennett. Se ubica en la costa este de la Tierra de Graham, y fue nombrado así por el Comité de Topónimos Antárticos del Reino Unido (UK-APC) en honor a Leslie B. Quartermain, un neozelandés historiador de la Antártida  y autor de South to the Pole. The early history of the Ross Sea Sector (Londres, 1967).